# Buków (Basse-Silésie)
Pour les articles homonymes, voir Buków.
Buków est une localité polonaise de la gmina de Żarów, située dans le powiat de Świdnica en voïvodie de Basse-Silésie.

## Histoire
De 1742 à 1932, Bockau fait partie de l'arrondissement de Striegau dans le district de Breslau au sein de la province de Silésie.